# Kasata klasztorów w zaborze rosyjskim

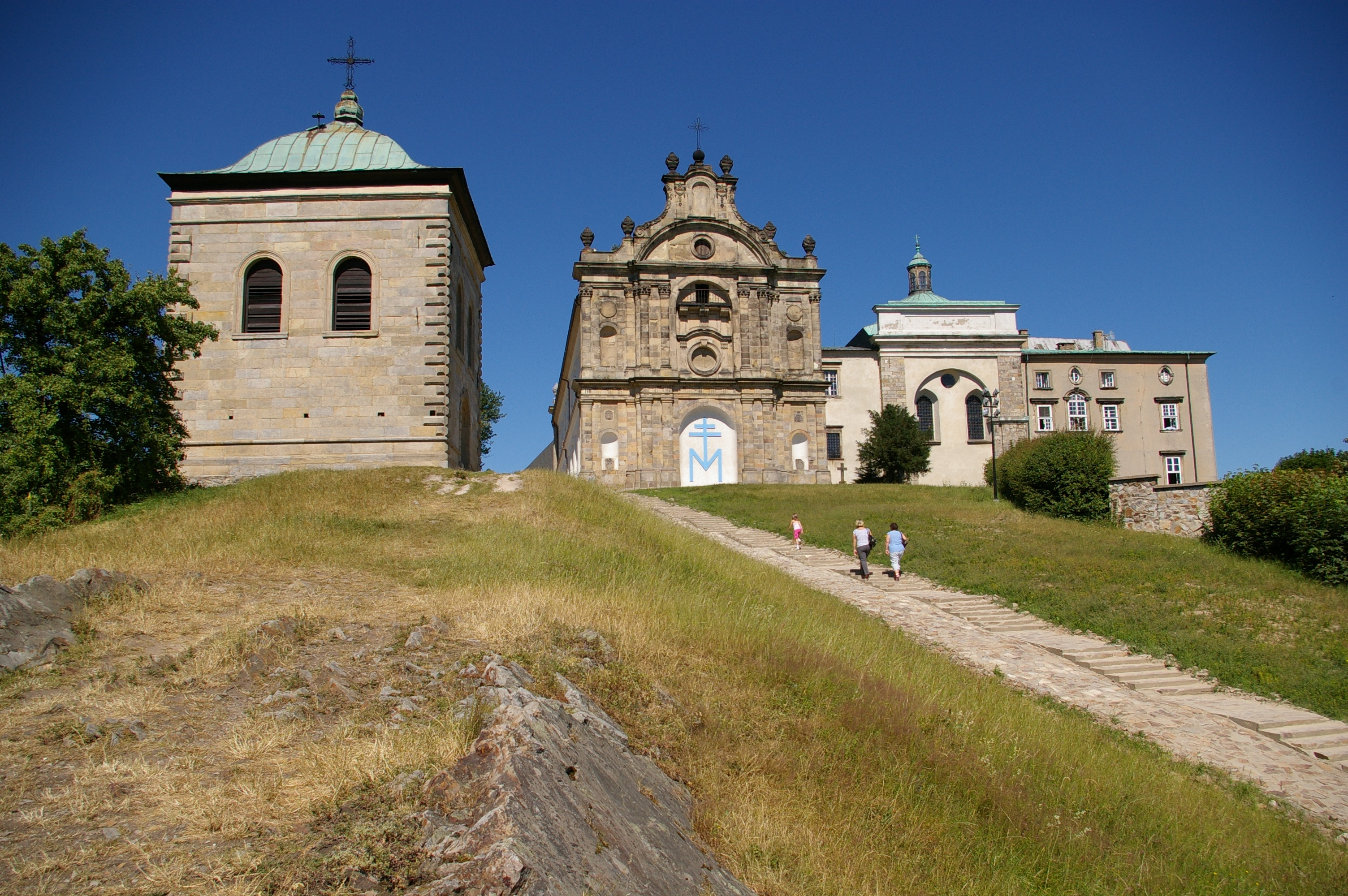
Opactwo benedyktynów na Świętym Krzyżu, skasowane w 1819 roku

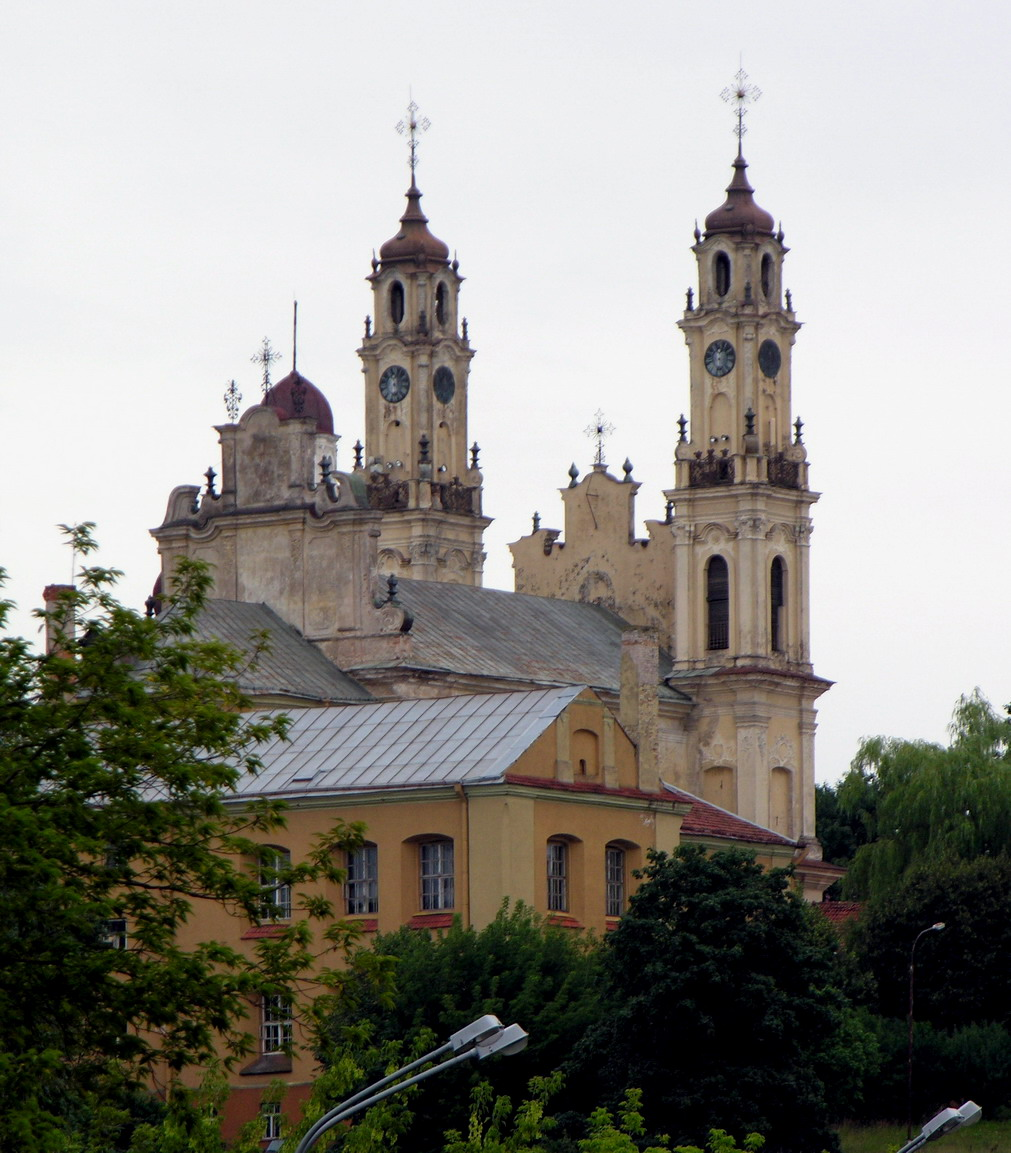
Klasztor Misjonarzy w Wilnie skasowany przez władze rosyjskie

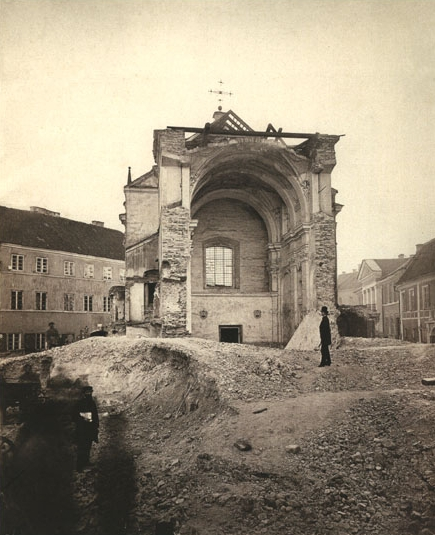
Kościół św. Józefa Oblubieńca w Wilnie wyburzany po skasowaniu klasztoru karmelitanek bosych

Kasata klasztorów na ziemiach zabranych i w Królestwie Polskim – kasata klasztorów katolickich zgromadzeń zakonnych, przeprowadzona w XIX wieku przez władze rosyjskie i władze kościelne na ziemiach zabranych i w Królestwie Polskim.

## Kasata klasztorów w Królestwie Polskim w 1819
Papież Pius VII wydał w 1818 bullę Ex imposita Nobis, wprowadzając nowy podział diecezji w Królestwie Polskim. Wykonawcą jej postanowień mianował prymasa Franciszka Malczewskiego, którego upoważnił do kasaty kilku kolegiat i bogatszych klasztorów w celu uposażenia istniejących biskupstw i udotowania nowo powołanych: sandomierskiego i podlaskiego.
Projekt kasaty przygotowali minister Stanisław Kostka Potocki (główny jej inicjator) i Stanisław Staszic. Zakładał on likwidację 30 klasztorów męskich i 8 żeńskich. Biskup Malczewski był przeciwny przeprowadzeniu tak szerokiej akcji likwidacyjnej. Naciskany przez Potockiego, biskupa Szczepana Hołowczyca, Antoniego Melchiora Fijałkowskiego, Antoniego Kotowskiego, prawdopodobnie nie do końca już świadomy, podpisał 17 kwietnia 1819 dekret kasacyjny. Na mocy dekretu skasowano m.in.: opactwo cystersów w Sulejowie, opactwo cystersów w Wąchocku, opactwo benedyktynów na Świętym Krzyżu, opactwo benedyktynów w Sieciechowie, klasztory norbertanów w Witowie i Hebdowie, klasztor bożogrobców w Miechowie, klasztor kamedułów w Szańcu.
Komisja Rządowa Wyznań i Oświecenia Publicznego delegowała Samuela Bogumiła Lindego, który zabezpieczał cenne księgozbiory bibliotek supremowanych klasztorów, przesyłając je do Warszawy.
Namiestnik królewski Józef Zajączek powołał 3 kwietnia 1819 deputację kontrolującą wpływy ze zniesionych placówek, a 26 czerwca zmienił stan prawny ich dóbr. Dekretem z 16 sierpnia 1822 roku przejęto na poczet ogólnego funduszu religijnego dochody ze skasowanych placówek.

## Kasata klasztorów na ziemiach zabranych
W Imperium Rosyjskim w 1801 utworzono w Petersburgu Kolegium Duchowne, które sprawowało nadzór nad zakonami katolickimi działającymi w tym państwie. W latach 20. XIX wieku zgodnie z zaleceniami Siergieja Uwarowa o jedności narodowej, politycznej i religijnej Rosji, rozpoczęto przygotowania do kasaty zakonów katolickich.
Od 1823 utrudniano przyjmowanie nowicjuszy. Ukaz cesarza Mikołaja I z 1832 roku z ogólnej liczby 322 klasztorów na Podolu, Wołyniu, Litwie, Polesiu i Białorusi zlikwidował 194, pozostawiając 128. Wraz z klasztorami znoszono prowadzone przez nie szkoły średnie i parafialne. W latach 1836–1843 skasowano 6 klasztorów bonifratrów, zajmujących się szpitalnictwem, oraz 12 domów misjonarzy, prowadzących seminaria duchowne. W 1832 klasztory pozbawione zostały egzempcji i zostały poddane jurysdykcji miejscowych biskupów. Od 1842 biskupi sprawowali jurysdykcję nad klasztorami przez wizytatorów mianowanych przez ministra. W tym też roku skarb państwa przejął majątki klasztorne (jak też majątki biskupie i kapitulne). W 1844 wprowadzono zakaz kształcenia kleryków we własnych klasztorach. W 1850 wydano nakaz likwidacji klasztorów, w których przebywało poniżej 8 zakonników. W latach 1847–1860 skasowano 36 klasztorów.
Po upadku powstania styczniowego władze rosyjskie przeprowadziły ostatnią falę kasacji w latach 1864–1868. Pozostawiły jedynie kilka klasztorów, w których mieli pozostać aż do śmierci zakonnicy z likwidowanych placówek.

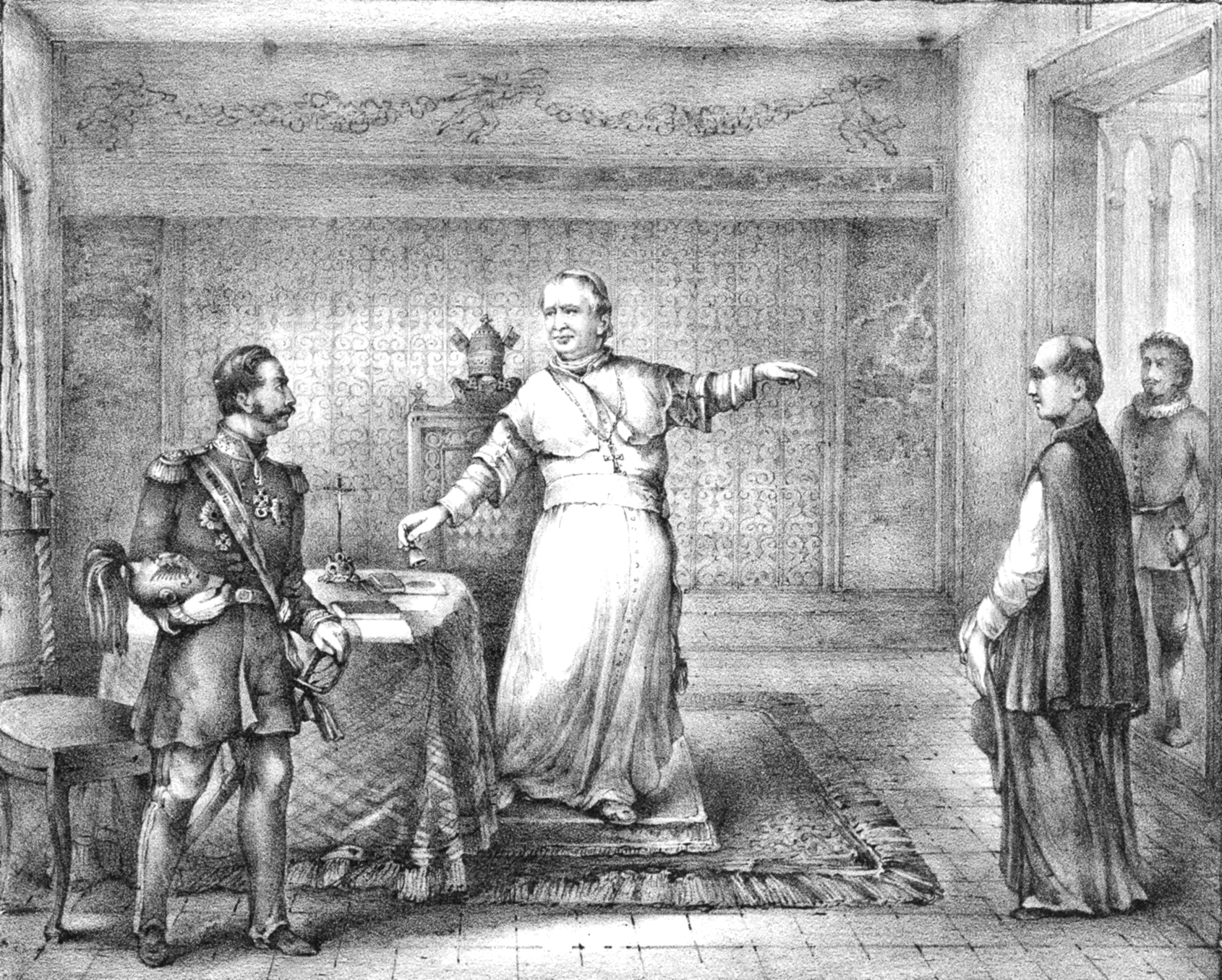
Papież Pius IX wydala posła rosyjskiego Feliksa von Meyendorffa za zniewagę religii katolickiej

## Kasata klasztorów w Królestwie Polskim po powstaniu styczniowym
W ramach represji za poparcie powstania styczniowego przez wielu księży zakonnych, braci i kleryków władze rosyjskie postanowiły zlikwidować klasztory w Królestwie Polskim. Projekt dekretu przygotował Władimir Czerkaskij, dyrektor Spraw Wewnętrznych i Oświecenia Publicznego, późniejszy przewodniczący Komitetu Urządzającego w Królestwie Polskim. 8 listopada 1864 cesarz Aleksander II Romanow wydał ukaz kasacyjny. Spośród 155 klasztorów męskich z 1 635 zakonnikami i 42 klasztorów żeńskich do likwidacji przeznaczono 110 klasztorów męskich i 4 żeńskie – z tej liczby 39 za udział w powstaniu, a 71 z powodu niewielkiej liczby zakonników (poniżej 8).
Pozostałe 45 klasztory męskie i 38 żeńskich podzielono na etatowe (25 męskich i 10 żeńskich) oraz ponadetatowe (20 męskich i 28 żeńskich). Klasztory etatowe posiadały najwyżej do 14 zakonników (z wyjątkiem konwentu paulinów na Jasnej Górze). Klasztory ponadetatowe nie mogły przyjmować nowicjuszy. Gdy liczba zakonników w klasztorach ponadetatowych spadała poniżej 8, ulegały one likwidacji. Utrzymanie wszystkich klasztorów przeszło na skarb państwa.
Niektóre budynki klasztorne przejmowane były przez biskupów na cele diecezjalne, na rezydencje, seminaria itp. W wielu ulokowano instytucje państwowe. Wiele gmachów niszczało.
30 stycznia 1865 roku kardynał Giacomo Antonelli wysłał notę ambasadorowi rosyjskiemu przy Stolicy Apostolskiej Feliksowi Meyendorfowi, gdzie udowadniał nielegalność ukazu z 8 listopada 1864 roku w świetle prawa międzynarodowego i jego sprzeczność z konkordatem z 1847 roku. Spowodowało to pogorszenie stosunków Imperium Rosyjskiego z Watykanem, co doprowadziło ostatecznie do ich zerwania w 1866 roku. 6 kwietnia 1865 roku papież podjął decyzję o zezwoleniu biskupom przejęcia władzy nad zakonnikami w Królestwie Polskim.